# Царица Небесная (язычество)

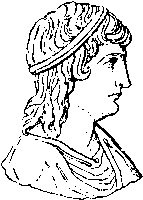
Апулей писал о Царице Исиде как о Царице небесной.

Царица Небесная (Госпожа небес, Хозяйка неба, Владычица неба) — титул небесных богинь в мифологии некоторых древних цивилизаций в Средиземноморье и на Ближнем Востоке. Титул использовался по отношению к таким богиням как Анат, Исида, Хатхор, Инанна, Астарта, Гера и возможно богиня Ашера (согласно пророку Иеремии). Этот титул носила богиня Фригг в скандинавской мифологии и Юнона в римской мифологии. Формы и особенности поклонения были разнообразными. В настоящее время этот титул используется католиками и православными христианами для Девы Марии.

## Исида

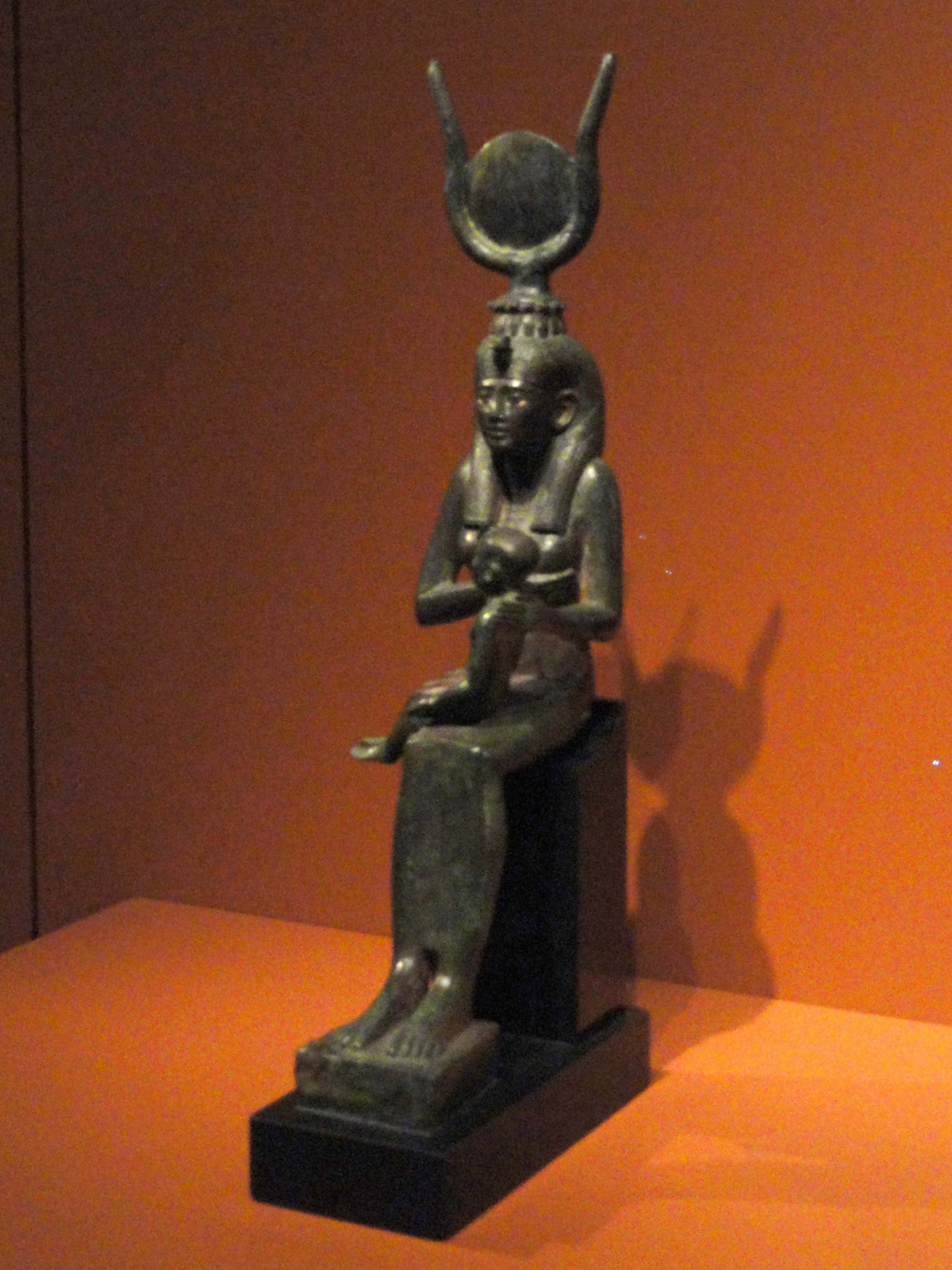
Статуя Исиды с младенцем Гором. Музей искусств Нельсона-Аткинса, США.

Исида была одной из первых богинь, почитавшихся в древнем Египте. Греческий историк Геродот, в пятом веке до н. э. писал, о том, что Исида была единственной богиней, которой поклонялись именно так, и чьё влияние было настолько распространено, что её объединили с греческой богиней Деметрой. После завоевания Египта Александром Македонским и эллинизации египетской культуры, инициированной Птолемеем I, Исида стала более известной как «Госпожа небес». Луций Апулей подтвердил это в 47 главе одиннадцатой книги, в своём романе «Золотой осёл», в котором его персонаж молился «Царице небесной». В одном из отрывков говорится, что сама богиня ответила на его молитву, тем самым отождествляя себя с Исидой и Царицей небесной.
Тогда с заплаканным лицом, я совершил молитву богине могущественной, говоря:
О благословенная Царица небесная...
После того как божественная форма вдыхала приятные специи плодородной Аравии, она не гнушалась своим божественным голосом произнести эти слова, обращённые ко мне: Смотри Луций, я пришла, твой плач и молитвы побудили меня прийти на помощь к тебе. Я та, кто является матерью всех вещей, владычица и правительница всех элементов, основавшая потомство всего мира, глава силы божественной, я Царица небесная... и египтяне, которые искусны во всех тонкостях древнейшего познания, которые в своих церемониях научены поклоняться мне, зовут меня Царицей Исидой.

## В христианстве
В христианской иконографии Царица Небесная (лат. Regina Cœli) — это эпитет, которым наделяется Богородица. В западнохристианской (католической) традиции это именование восходит к литаниям во Славу Мадонны (лат. Salve, Regina — «Славься, Царица»; в Восточной церкви — Похвала Богородицы. В западноевропейском искусстве иконография «Царицы Небесной» непосредственно связана с образами Мадонны Иммакулаты и Софии, Премудрости Божией, которые в свою очередь восходят к ветхозаветной Книге Премудрости Соломона: «Она есть дыхание силы Божией и чистое излияние славы Вседержителя» (Пр. 7:25) и к Откровению Иоанна Богослова: «И явилось на небе великое знамение — жена, облеченная в солнце; под ногами её луна, и на главе её венец из двенадцати звезд» (Откр. 12:1). В более осязаемом виде под «Царицей Небесной» понимают определённый тип изображения Мадонны в царственном облике, восседающей на престоле, с державой и скипетром. Ангелы венчают голову Богородицы короной. А младенец Христос у Неё на коленях также представлен в короне. К этому типу близка Мадонна Лоретская, а также образы Мадонны из монастырей Монсерра и Менторелле. В православии это образ Богоматерь Державная.
Но [Богоматерь] вознесена и стоит несказанно выше всех мужей и жен, ибо Она, единственная, став между Богом и всем родом людским, сделала Бога Сыном человеческим, а людей — сынами Божьими, обратила землю в Небо и обо́жила род [наш]; из всех жен лишь Она сверх всякого естества оказалась [Своим] естеством (ἐκ φύσεως) Матерью Бога. И чрез сие неизреченное рождение Она сделалась Царицей всего творения — как в сем мире, так и в грядущем. Так в Себе возвысила Она тех, кто ниже Ее, и, явив на земле послушание не земное, а небесное, приобщилась совершеннейшего достоинства (ἀξία), верховной власти и небесного посвящения (χειροτονίας) в Духе Святом; так сделалась Она Царицей, высочайшей над высокими, блаженнейшей — над родом блаженных.Григорий Палама